# For the Glory of Nothing
For The Glory Of Nothing es el quinto álbum de estudio de la banda finlandesa Tarot lanzado en 1998 por Blastic Heaven. El álbum da miedo por el uso de la voz del cantante invitado Timo Kotipelto de Stratovarius.

## Canciones
1. «Crawlspace»
2. «Warhead»
3. «I'm Here»
4. «Shining Black»
5. «Beyond Troy»
6. «Dark Star Burning»
7. «The Scourger»
8. «Ghosts Of Me»
9. «The Punishment»
10. «Ice»